# Stanley Rous
Stanley Rous (n. 25 aprilie 1895, Watford, Anglia, Regatul Unit al Marii Britanii și Irlandei – d. 18 iulie 1986, Londra, Anglia, Regatul Unit) a fost președintele FIFA între 1961 și 1974.